# Gustav Meyrink
Gustav Meyrink, pseudonimo di Gustav Meyer (Vienna, 19 gennaio 1868 – Starnberg, 4 dicembre 1932), è stato uno scrittore, traduttore, banchiere ed esoterista austriaco.
Ha legato il suo nome all'opera esoterica Il Golem, che riprende una vecchia leggenda ebraica di Praga.

## Biografia
Figlio illegittimo di un ministro del Württemberg, il barone Karl von Varnbüler e dell'attrice Maria Meyer. Secondo Frenschkowski in "Meyrink Gustav", diversamente dall'opinione comune, Meyrink non era di origine ebraica, secondo lui si sarebbe trattato di una voce generata dall'omonimia tra sua madre e una donna ebrea. Meyrink crebbe con la nonna materna ad Amburgo, frequentando poi il gymnasium a Monaco e la scuola commerciale a Praga, città nella quale iniziò a lavorare come impiegato in un'azienda di esportazione.
In Il mio risveglio alla veggenza, breve brano autobiografico composto all'inizio degli anni venti, Meyrink racconta di aver avuto, fino al 1891, tre interessi nella vita: le donne, gli scacchi e il canottaggio. Colto da tedio esistenziale e da continue delusioni in campo amoroso, decise di porre fine alla sua esistenza, fino a quando, già con in pugno la sua arma, sotto la porta del suo studio venne fatto scivolare un opuscolo dal commesso di una libreria.
Fu poi titolare del Primo ufficio del cambio cristiano, piccola banca che aprì in Piazza San Venceslao nel 1889 e che poi chiuse nel 1902.
Fallita e chiusa la piccola banca, Meyrink decise di cambiare completamente la sua attività e con essa la sua vita intraprendendo la carriera di scrittore. Dapprima iniziò a leggere un gran numero di libri sull'occultismo, preso da una ansia ardente di sapere. Desideroso di approfondire quanto appreso, iniziò a frequentare gli ambienti spiritici, ma rimase ben presto deluso dai personaggi con cui veniva a contatto. Tali frequentazioni, però, fecero emergere una capacità visionaria nascosta nella sua personalità e che lo spinse in maniera decisiva verso la carriera di scrittore.
Inizia così a usare lo pseudonimo con cui a tutt'oggi rimane noto (Meyrink): le sue prime storie sono una serie di racconti apparsi sulla rivista Simplicissimus di Monaco, raccolte successivamente in quattro volumi: Wachsifgurenkabinett, Orchidee, Der heisse Soldat, Jorn Uhl und Hilligenlei, poi riuniti, insieme ad altri lavori all'epoca inediti, nei tre tomi di Des deutschen Spiessers Wunderhorn, edita sempre a Monaco nel 1913.

### Successo
Il vero successo, però, giunse con la pubblicazione de  Il Golem (Der Golem, 1915). Seguirono Das grüne Gesicht (1917 - Il volto verde), Walpurgisnacht (1917 - La notte di Valpurga), Der weisse Dominikaner (1921 - Il domenicano bianco) e Der Engel vom westlicher Fenster (1927 - L'angelo della finestra d' Occidente).
In Italia si deve al filosofo Julius Evola la traduzione e diffusione di molte sue opere, a partire dalla traduzione di un articolo sulla rivista del Gruppo di Ur.

### Personalità e stile
(Gustav Meyrink, Il Golem)
Tutti i suoi romanzi sono intrisi di quella magia e di quel mistero che riesce a evocare la città di Praga, oltre che dalle tematiche occultiste e spiritiste oggetto dello studio di Meyrink per molti anni della sua vita.
Vita caratterizzata, per larghi tratti, dalla passione, oltre che per i libri e la conoscenza, raccolta in maniera abbastanza caotica e poco sistematica, soprattutto per le donne, gli scacchi e il canottaggio. Non solo: i suoi studi e le sue opere miravano ad una conoscenza profonda di se stessi, perché solo tale conoscenza porta all'immortalità.
Fece parte della loggia massonica Mystica Aeterna di Rudolf Steiner.
Dopo essersi convertito al buddhismo, Meyrink si spegne a Starnberg, nei pressi di Monaco, il 4 dicembre 1932.

## Opere
- Il Golem (1915), Bompiani (ISBN 88-452-4725-2)
- Gustav Meyrink - Il Golem, prima versione italiana con studio introduttivo e note di Enrico Rocca. Foligno, Campitelli, 1926
- Il Golem, prima trad. annotata e illustrata, a cura di A.M. Baiocco, TRE EDITORI (www.treditori.com) , 2015, tavole orig. di H. Steiner-Prag
- Il volto verde (1917), prima trad. it.: La faccia verde, Bemporad, 1931, trad. di Mario Benzi; Adelphi (ISBN 88-459-1566-2); Edizioni di Ar
- La notte di Valpurga (1918), prima trad. it. Bocca, 1944, trad. e presentazione di Julius Evola; Studio Tesi (ISBN 88-7692-534-1)
- Il domenicano bianco (1922), prima trad. it. Bocca, 1944, trad. e presentazione di Julius Evola
- Il Domenicano Bianco (1997), Tre Editori
- L'angelo della finestra d'occidente (1927), prima trad. it. Bocca, 1949, trad. e presentazione di Julius Evola; Basaia
- L'orologiaio, Nuovi Equilibri (ISBN 88-7226-157-0)
- La Casa dell'Alchimista, (Pubblicato postumo in Germania nel 1973), trad. Francesco Vitellini, Edizioni Theoria, 2022
- Fabbricanti d'oro (2019) edizioni Studio Tesi (ISBN 9788876926259)
- La notte di Valpurga (1999) edizioni Studio Tesi (ISBN 9788876925344)

### Antologie
- Alla frontiera dell'al di là.Traduzione dal tedesco di Carlo d'Altavilla (id est: Julius Evola). Napoli, Corrado Rocco editore, s.d.
- Il cardinale Napellus (1976), Franco Maria Ricci (La Biblioteca di Babele (collana)), rist. Mondadori (Oscar La Biblioteca di Babele)
- Racconti di cera (1978), La Bussola Editrice (collana Le pietre)
- Il diagramma magico (1981), Basaia
- Racconti agghiaccianti (1993), Newton (ISBN 88-7983-296-4)
- La morte viola (2002), Gienne Books (2021) il Palindromo, nuova edizione con traduzione di Anna Maria Baiocco, un'introduzione di Andrea Scarabelli e un saggio di Gianfranco de Turris.
- Pipistrelli (2022), Tre Editori

## Filmografia
Film ispirati dalle sue opere (elenco non esaustivo):
- Der Golem (1915) di Paul Wegener
- Der Mann auf der Flasche (1920)
- Der Golem, wie er in die Welt kam (1920) di Paul Wegener
- Le Golem (1967) - Film TV
- Golem (1980) di Piotr Szulkin
- Behaltet Mut (1982) - Film TV